# 张庭兰
张庭兰，山东莱芜人，是一名清朝政治人物。
同治十年，登進士。曾于1888年接替龙景曾任嘉定县知县一职，1888年由龙景曾接任。